# Paratanytarsus laccophilus
Paratanytarsus laccophilus är en tvåvingeart som först beskrevs av Edwards 1929.  Paratanytarsus laccophilus ingår i släktet Paratanytarsus och familjen fjädermyggor.
Artens utbredningsområde är Manitoba. Arten är reproducerande i Sverige. Inga underarter finns listade i Catalogue of Life.